# Armand Schiele
Armand Schiele (* 7. Juni 1967 in Colmar) ist ein ehemaliger französischer Skirennläufer.

## Biographie
Schiele stammt aus Ammerschwihr. Sein internationales Renndebüt gab er bei den Juniorenweltmeisterschaften 1985 in Jasná, wobei er bei seinem einzigen Start den 18. Platz in der Abfahrt erreichte.
Völlig überraschend belegte er am 29. Januar 1990 beim Super-G von Val-d’Isère hinter Steve Locher den zweiten Platz, den Sieg verpasste er um nur drei Hundertstelsekunden. An diesen Erfolg konnte Schiele jedoch nie wirklich anknüpfen, es sollte seine einzige Podestplatzierung im Weltcup bleiben.
1992 wurde er für die Olympischen Winterspiele in Albertville nominiert, wobei er jedoch im Super-G ausschied und ohne zählbares Ergebnis blieb.
Danach gelang ihm nur noch vereinzelte Ergebnisse in den Weltcuppunkterängen, nach 1995 ist er nicht mehr als Rennläufer in Erscheinung getreten.

## Erfolge

### Olympische Winterspiele
- Albertville 1992: DNF Super-G

### Weltcup
- 2 Platzierungen unter den besten 10, davon ein Podestplatz

### Juniorenweltmeisterschaften
- Jasná 1985: 18. Abfahrt